# Nonispa
Nonispa là một chi bọ cánh cứng trong họ Chrysomelidae.
Chi này được miêu tả khoa học năm 1933 bởi Maulik.

## Các loài
Chi này gồm các loài:
- Nonispa carlosbruchi Maulik, 1933